# Mercedes-Benz CLS 55 AMG

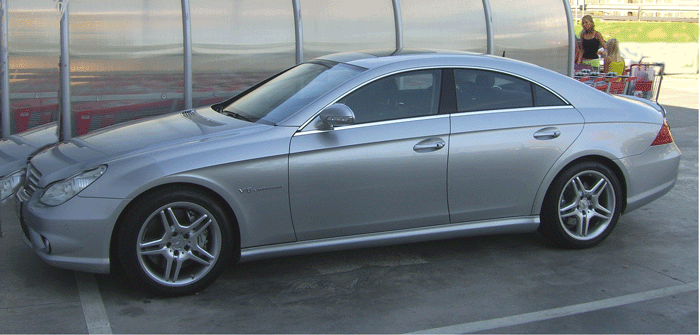
Mercedes Benz AMG CLS 55 (2005)

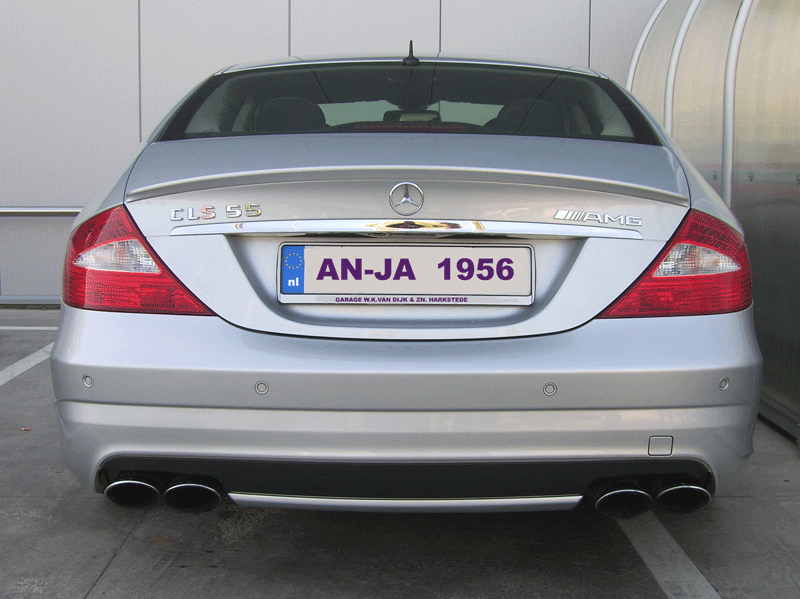
Mercedes Benz AMG CLS 55

De Mercedes-Benz CLS 55 AMG was tot 2007 de sportiefste versie van de Mercedes-Benz CLS-Klasse, een luxe vierdeurscoupé van de Duitse automobielconstructeur en DaimlerChrysler-dochter Mercedes-Benz.
Mercedes-Benz combineert met de CLS 55 AMG comfort en sportiviteit, dankzij een 476 pk krachtige 5,4-liter V8-compressor die onder handen genomen is door huistuner AMG. Deze motor, die ook in de E-Klasse gebruikt wordt, ontwikkelt dankzij een compressor een koppel van 700 Nm tussen 2 650 en 4 500 toeren. Op dat gebied houdt de CLS dus gelijke tred met de SL en CL, die wel 24 pk meer bieden. 
Qua comfort staat deze auto ook op een hoog peil, de Airmatic DC-ophanging strijkt elke oneffenheid in de weg glad, onafhankelijk van de snelheid, die begrensd blijft op 250 km/h. 
In een vergelijking door het toonaangevende Duitse autotijdschrift Auto, Motor und Sport werd de Mercedes CLS 55 AMG in een vergelijkende test boven de BMW M6 verkozen.
In 2007 werd CLS 55 AMG vervangen voor de Mercedes-Benz CLS 63 AMG die een atmosferische 6,2-liter V8-motor van 514 pk heeft.